# Pavillon des armées de terre et de mer
Pour plus de détails, voir Fiche technique et Distribution.
Pavillon des armées de terre et de mer est un film de Georges Méliès sorti en 1900 au début du cinéma muet.